# Хірургія (фільм, 1909)
Хірургія — російський німий фільм режисера Петра Чардиніна, за однойменною розповіддю Антона Чехова, знятий у Торговому домі А. А. Ханжонкова (за іншими даними — кіностудією Олександра Дранкова) в 1909 році. Фільм не зберігся.

## Сюжет
Дія оповідання відбувається у Земській лікарні. Одного разу лікар лікарні поїхав одружуватися, і хворих став приймати фельдшер Сергій Кузьмич Курятін. У цей час до лікарні з'явився церковний дячок Юхим Міхеїч Вонмігласов, у якого сильно захворів зуб. Оглянувши зуб, Курятін вирішив його видалити. Під крики дячка він довго тяг з рота хворий зуб, але в результаті зламав його. Під час цієї процедури ввічливі фельдшер та пацієнт украй пересварилися.

## Про фільм
За спогадами актора Якова Олексійовича Жданова, німий фільм був знятий на його замовлення Олександром Дранковим разом з двома іншими: «Пропозицією» і «Не в дусі», і використовувався для кінодекламацій — коли актори, що стояли за екраном, вимовляли репліки за екранних персонажів. Фільм знімався у випадкових збірних декораціях, що знайшлися у фотоательє у Богословському провулку. Трупа акторів із фільмом гастролювала по всій Росії. Кінодекламації користувалися великим успіхом у тодішньої російської публіки, проте поліцейська влада з підозрою ставилася до них узагалі, і до цього фільму зокрема, сприймаючи його як знущання з духовенства.
Проте, згідно з каталогом «Художній фільми дореволюційної Росії» Веніаміна Вишневського, фільм був знятий Торговим домом Ханжонкова.

## Знімальна група
(за даними Веніаміна Вишневського)
- Режисер — П. Чардинін
- Продюсер — А. Ханжонков
- Оператор — Ст. Сіверсен

## В ролях
(за даними Веніаміна Вишневського)
- Петро Чардинін — Юхим Міхеїч Вонмігласов, дячок
- Ст. Ніглов — Сергій Кузьмич Курятін, фельдшер